# Kloster Gondon
Das Kloster Gondon (Gondom; Gondonium) ist eine ehemalige Zisterzienserabtei in der Gemeinde Monbahus im Département Lot-et-Garonne, Region Nouvelle-Aquitaine, in Frankreich, rund 21 Kilometer nordwestlich von Villeneuve-sur-Lot.

## Geschichte
Das Kloster wurde möglicherweise noch von Géraud de Salles als Tochterkloster der Abtei Cadouin gegründet; andere halten das Jahr 1123 und eine Stiftung der Herren von Lauzun für wahrscheinlicher. Es gehörte damit der Filiation der Primarabtei Pontigny an. Im Jahr 1147 erfolgte eine Tochtergründung, das Kloster Fontguilhem. Das zunächst einflussreiche Kloster, das einen bekannten Wein erzeugte, wurde durch die Auseinandersetzungen mit England, die Kommende und die Religionskriege des 16. Jahrhunderts geschwächt. Während der Französischen Revolution wurde es im Jahr 1791 aufgelöst.

## Bauten und Anlage
Vom Kloster sind Reste in einem landwirtschaftlichen Anwesen erhalten, darunter ein Taubenhaus.